# Achtung Berlin
Achtung Berlin (auch achtung berlin – new berlin film award) ist ein Filmfestival für junges deutsches Kino aus Berlin und Brandenburg.

## Geschichte
Das Filmfestival präsentiert seit 2004 jährlich aktuelle Spiel- und Dokumentarfilme, die (oder deren Produzenten und Regisseure) einen Bezug zu Berlin oder Brandenburg haben. Die Aufführungen der Filme werden von Filmgesprächen mit Autoren, Regisseuren, Produzenten und Verleihern begleitet. Achtung Berlin hat sich hinter der Berlinale zum zweitgrößten Filmfestival in Berlin entwickelt und deutschlandweit einen Namen als wichtiges Nachwuchsfestival gemacht. Das Festival wird vom Medienboard Berlin-Brandenburg gefördert. Zu den Spiel- und Veranstaltungsstätten gehören bekannte Berliner Kinos wie das traditionsreiche Babylon mit 1.200 Sitzplätzen und das ehemalige Ost-Berliner Premierenkino International mit 550 Sitzplätzen sowie auch die Volksbühne am Rosa-Luxemburg-Platz mit 800 Sitzplätzen. Zum Rahmenprogramm gehören Screenings von renommierten Berliner Regisseuren, die ihre Filme persönlich vorstellen. Während der Festivalzeit bietet der TV-Sender ALEX Berlin dem Festival ein eigenes Programm für Berichte vom Geschehen und Gespräche mit Filmschaffenden.

## Filmpreise
Das Festival vergibt unter anderem Preise für Spielfilme, Dokumentarfilme sowie mittellange Filme und Kurzfilme. Die Preise sind mit insgesamt 35.000 Euro dotiert.